# Fondazione Pirelli
La Fondazione Pirelli nasce nel 2008 per volontà del Gruppo e della famiglia Pirelli con l’obiettivo di conservare il patrimonio storico e diffondere la cultura d’impresa dell’azienda fondata da Giovanni Battista Pirelli nel 1872.
La Fondazione custodisce l’Archivio Storico aziendale ed organizza diverse attività di valorizzazione del patrimonio storico del Gruppo come mostre, progetti editoriali ed attività culturali ed il programma Fondazione Pirelli Educational, che comprende attività formative per scuole e università.

## Sede
La sede della Fondazione è all'interno della storica area Pirelli in zona Bicocca, nel “Fabbricato 134”. L’edificio, costruito negli anni Trenta del Novecento, è stato ristrutturato e rappresenta una testimonianza dell’architettura industriale che caratterizzava l’area Bicocca in quel periodo. Al suo interno sono presenti l'archivio storico, uno spazio espositivo e una sala consultazione.

## Archivio storico
Nell’Archivio Storico della Fondazione sono conservati materiali riguardanti tutta la storia dell’azienda dall’anno della fondazione (1872): audiovisivi, fotografie, materiale pubblicitario, pubblicazioni aziendali, documenti d’impresa e gli archivi privati di Alberto e Leopoldo Pirelli.
I materiali contenuti nell’Archivio sono stati dichiarati di interesse storico dalla Soprintendenza Archivistica e Bibliografica fin dal 1972. Tra i nomi di rilievo si segnalano, fotografi come Ugo Mulas, Gabriele Basilico e Fulvio Roiter e artisti come Lora Lamm, Bob Noorda, Alessandro Mendini e Bruno Munari.
Tra le opere più significative conservate in Fondazione Pirelli ritroviamo lo scatto di Luca Comerio L’uscita delle maestranze Pirelli dallo stabilimento di via Ponte Seveso (1905), il dipinto La Ricerca Scientifica (1961) di Renato Guttuso e la raccolta completa di Pirelli. Rivista d’informazione e di tecnica, pubblicata dal 1948 al 1972.
Dal 2014 l’Archivio Storico è consultabile in versione digitale sul sito della Fondazione.

## Le biblioteche
Oltre all’Archivio Storico, sono custodite la Biblioteca Tecnico-Scientifica Pirelli e la biblioteca della Fondazione.
La Biblioteca Tecnico-Scientifica Pirelli, presente in fondazione dal 2010, raccoglie oltre 16.000 volumi e riviste a carattere tecnologico (in Italiano e in lingue straniere) sulle tecnologie della gomma e dei cavi, mentre la biblioteca della Fondazione custodisce circa 2000 libri che spaziano su argomenti quali la storia aziendale, design, arte, sport e comunicazione d’impresa.
Fondazione Pirelli gestisce anche le Biblioteche aziendali Pirelli di Milano Bicocca e Bollate.

## Fondazione Pirelli Educational
Fondazione Pirelli Educational è un programma di attività didattiche e formative avviato nel 2013 dalla Fondazione e rivolto a titolo gratuito a scuole e università. Il programma di queste attività comprende lezioni in aula supportate da attività di laboratorio e i temi trattati spaziano da quelli più vicini al mondo della produzione industriale fino ad arrivare alla grafica pubblicitaria e alla fotografia.